# Station Maartensdijk
Het voormalige station Maartensdijk lag aan de Spoorlijn Hilversum - Lunetten tussen Hilversum en Utrecht Maliebaan. Langs deze lijn is een bijzonder type bovenleidingportalen toegepast.
Het station werd voor het eerst geopend op 10 juni 1874 en vervolgens weer gesloten op 15 mei 1934. Tijdens de Tweede Wereldoorlog was het station nog tijdelijk geopend van 10 juni 1940 tot 5 januari 1941.
0: Hilversum ·
1: Hilversum Sportpark ·
6: Hollandsche Rading ·
8: Maartensdijk ·
10: Nieuwe Wetering ·
12: Groenekan West ·
Blauwkapel ·
15: Utrecht Biltstraat · 
16: Utrecht Maliebaan ·
18: Utrecht Lunetten
Abcoude · 
Amersfoort:
-Centraal · 
-Schothorst · 
-Vathorst · 
Baarn · 
Bilthoven · 
Breukelen · 
Bunnik · 
Den Dolder · 
Driebergen-Zeist · 
Hoevelaken · 
Hollandsche Rading ·
Houten · 
-Castellum · 
Leerdam · 
Maarn · 
Maarssen · 
Rhenen · 
Soest · 
-Zuid · Soestdijk · 
Utrecht:
-Centraal · 
-Leidsche Rijn · 
-Lunetten · 
-Maliebaan · 
-Overvecht · 
-Terwijde · 
-Vaartsche Rijn · 
-Zuilen · 
Veenendaal: 
-Centrum · 
-West · 
Vleuten · 
Woerden
Voormalige stations: zie de lijst van voormalige spoorwegstations in Utrecht